# James Lovell (Pirat)
James Lovell (* um 1530; † 1590) war ein englischer Kapitän und zeitweiliger Freibeuter. Aufgrund des spanischen Handelsembargos erhielten manche Schiffsverbände von Königin Elisabeth einen Kaperbrief, der es erlaubte, spanische Schiffe zu entern und deren Warenbestand zu übernehmen. An solchen Aktionen beteiligte sich auch Lovell, bei dem Francis Drake das Seehandwerk lernte und bald ebenfalls Kapitän wurde.
Die erste seiner Kaperfahrten unternahm Lovell 1564–1566, um zwischen Westafrika und der Karibik Sklavenhandel zu betreiben. Die ersten Kaperungen spanischer Schiffe fanden im Gebiet der Kapverden statt, wo es zu einer ersten Seeschlacht kam. Im Rahmen des illegalen atlantischen Dreieckshandels wurden Schwarzafrikaner gefangen genommen und per Schiff in die Karibik transportiert, um sie an die dortigen spanischen Siedler als Sklaven zu verkaufen.
Diesen Sklavenfahrten – die auf ähnliche Art u. a. auch Drakes Vetter John Hawkins (Seefahrer) unternahm – war allerdings nicht immer Erfolg beschieden, weil den Siedlern seitens der spanischen Krone streng untersagt war, mit den englischen Protestanten Handel zu treiben. Lovells erste Reise ein finanzieller Fehlschlag, weil sich der Gouverneur von Rio de la Hacha weigerte, auf das Angebot der Engländer einzugehen.